# Echinocoleus
Genre
Echinocoleus est un genre de nématodes de la famille des Capillariidae.

## Description
Chez le mâle, l'extrémité postérieure est dépourvue de palettes caudales contrairement à d'autres Capillariidae. La bourse membraneuse est petite, souvent bilobée, et soutenue par une projection dorso-latérale de chaque côté. Le spicule est de taille moyenne et bien sclérifié et sa gaine est épineuse. L'appendice vulvaire de la femelle est absent ou présent.

## Hôtes
Les espèces de ce genre parasitent l'intestin de mammifères et d'oiseaux.

## Taxinomie
Le genre est décrit en 1947 par le parasitologiste espagnol Carlos Rodríguez López-Neyra. Dans sa monographie de 2001 sur les nématodes de la super-famille des Trichinelloidea parasitant les animaux à sang froid, le parasitologiste tchèque František Moravec reconnaît le genre comme valide.
Dans sa révision des Capillariidae de 1982, Moravec reconnaît six espèces mais l'une d'entre elles, Echinocoleus eurycercus, est déplacée en 1990 par Vlastimil Baruš et Tamara Petrovna Sergejeva pour le genre Tridentocapillaria, sous-genre de Capillaria, laissant cinq espèces dans le genre Echinocoleus :
- Echinocoleus auritae (Travassos, 1914)[1]
- Echinocoleus confusus (Freitas & Almeida, 1935)[1]
- Echinocoleus cyanopicae López-Neyra, 1947[1]
- Echinocoleus ellisi (Johnston & Mawson, 1945)[1]
- Echinocoleus hydrochoeri (Travassos, 1916)[1]